# Tillandsia 'Emerald Forest'
Tillandsia 'Emerald Forest' es un  cultivar híbrido del género Tillandsia perteneciente a la familia  Bromeliaceae.
Es un híbrido creado en  el año 1983 con las especies Tillandsia  tenuifolia × desconocido. 